# Partido Social Republicano
El Partido Social Republicano fue un partido político chileno de centro fundado en noviembre de 1931 y disuelto en 1935. Fue creado por militantes del Partido Liberal Unido y Partido Radical contrarios a las políticas de la dictadura de Carlos Ibáñez del Campo apoyada por dichos partidos oficialmente en su momento. Además, como consecuencia de la participación de las Fuerzas Armadas en la política entre la caída de Ibáñez (julio de 1932) y la elección de Alessandri (septiembre de 1932) tenía un perfil civilista. Esto implicaba la entrega del poder político a los civiles y el retorno de las Fuerzas Armadas a sus labores de custodios de la defensa nacional.
Presidentes del partido fueron: Horacio Hevia Labbé y Enrique Bravo Ortiz. En las elecciones de 1932 eligió como senador a Bravo y diputados a Ismael Carrasco Rábago, Carlos Vicuña Fuentes, Arturo Olavarría Bravo y Manuel Madrid Arellano.
Integró la Federación de Izquierda (abril de 1932) que apoyaba la candidatura presidencial de Arturo Alessandri Palma. Participó brevemente en el gobierno de Alessandri con Hevia como Ministro del Interior y de Salubridad Pública (diciembre de 1932 - mayo de 1933). El partido se destacó por ser contrario a la creación de la Milicia Republicana y exigir su inmediata desmovilización.

## Resultados electorales

### Elecciones parlamentarias
| Elección | Diputados | Diputados       | Diputados | Senadores | Senadores  | Senadores |
| Elección | Votos     | % de votos      | Escaños   | Votos     | % de votos | Escaños   |
| -------- | --------- | --------------- | --------- | --------- | ---------- | --------- |
| 1932     | 8419      | \| \| 2,57 % \| | 4/142     | s/i       |            | 1/45      |
|          | 2,57 %    |                 |           |           |            |           |

### Elecciones municipales
| Elección | Votos  | % de votos      | Escaños |
| -------- | ------ | --------------- | ------- |
| 1935     | 2886   | \| \| 0,87 % \| | 8/1359  |
|          | 0,87 % |                 |         |